# The Greatest Hits : Don't Touch My Moustache
Albums de Hoobastank
For(n)ever
(2009) Is This the Day?
(2010)
The Greatest Hits : Don't Touch My Moustache est une compilation sortie par Hoobastank en août 2009.

## Liste des chansons
| No  | Titre                                              | Durée |
| --- | -------------------------------------------------- | ----- |
| 1.  | Just One                                           | 3:22  |
| 2.  | Born to Lead                                       | 3:53  |
| 3.  | Running Away                                       | 3:01  |
| 4.  | I Don't Think I Love You                           | 3:40  |
| 5.  | Inside of You                                      | 3:14  |
| 6.  | So Close, So Far                                   | 3:18  |
| 7.  | My Turn                                            | 3:11  |
| 8.  | Out of Control                                     | 2:45  |
| 9.  | Same Direction                                     | 3:17  |
| 10. | The Reason                                         | 3:56  |
| 11. | If Only                                            | 3:28  |
| 12. | If I Were You                                      | 4:23  |
| 13. | Remember Me                                        | 3:37  |
| 14. | Crawling in the Dark                               | 2:59  |
| 15. | Disappear                                          | 5:05  |
| 16. | The Letter (feat. Vanessa Amorosi)                 | 4:00  |
| 17. | Did You                                            | 3:20  |
| 18. | Connected                                          | 2:42  |
| 19. | The Reason (Acoustic Version)                      | 3:52  |
| 20. | Running Away (Live 9-29-8 The Wiltern Los Angeles) | 3:32  |

| 1.  | Crawling in the Dark                                  | 2:59 |
| 2.  | My Turn                                               | 3:11 |
| 3.  | Out of Control                                        | 2:45 |
| 4.  | The Reason                                            | 3:56 |
| 5.  | Born to Lead                                          | 3:53 |
| 6.  | Inside of You                                         | 3:14 |
| 7.  | Just One                                              | 3:22 |
| 8.  | Running Away                                          | 3:01 |
| 9.  | Pieces                                                | 3:18 |
| 10. | Same Direction                                        | 3:17 |
| 11. | Remember Me                                           | 3:37 |
| 12. | If I Were You                                         | 4:23 |
| 13. | So Close, So Far                                      | 3:18 |
| 14. | All About You                                         | 2:59 |
| 15. | Disappear                                             | 5:05 |
| 16. | The Letter (feat. Anna Tsuchiya, mannequin japonaise) | 4:05 |
| 17. | Did You                                               | 3:20 |
| 18. | Connected                                             | 2:42 |
| 19. | The Reason (Acoustic Version)                         | 3:52 |
| 20. | All About You (Live 9-29-8 The Wiltern Los Angeles)   | 3:32 |

| 1.  | Crawling in the Dark               |  |
| 2.  | Running Away                       |  |
| 3.  | Remember Me                        |  |
| 4.  | Out of Control                     |  |
| 5.  | The Reason                         |  |
| 6.  | Same Direction                     |  |
| 7.  | Disappear                          |  |
| 8.  | If I Were You                      |  |
| 9.  | Born to Lead                       |  |
| 10. | Inside of You                      |  |
| 11. | My Turn                            |  |
| 12. | So Close, So Far                   |  |
| 13. | The Letter (feat. Vanessa Amorosi) |  |
| 14. | Same Direction (Mad World)         |  |
| 15. | The Reason (UK Version)            |  |